# Kunsthøjskolen i Umeå
63°49′15″N 20°16′37″Ø / 63.82080°N 20.27701°Ø
Kunsthøjskolen i Umeå (svensk: Konsthögskolan vid Umeå universitet engelsk: Umeå Academy of Fine Arts) blev oprettet i1987 og er beliggende ved Ume älvens bred i bydelen Öst på stan i Umeå. Kunsthøjskolen udgør en del af Umeå kunstcampus sammen med Arkitekthøjskolen, Designhøjskolen, Bildmuseet og HumlabX.

## Uddannelser
Kunsthøjskolen har to spor: BFA-sporet i kunst og MFA-sporet i kunst. Der udbydes tillige enkeltstående kurser i Æstetik A, B, C, samt sommerkurser. Kunstuddannelsen indeholder både praktiske og teoretiske momenter. Studenterne lærer at arbejde med træ, metal, gips, bronze, grafik, foto, video, lyd og computerbaseret kunst.

## Lokaler
Uddannelsen blev fra starten bedrevet i en bygning der havde været en del af Umeå träsliperi hvis facade blev tegnet i 1909 af Sigge Cronstedt. Fabrikken var da den startede i 1910, byens første større industri og den fortsatte frem til 1954. Sliberibygningen blev i 1986 bygget om til lokaler for Kunsthøjskolen, og indflytningen skete et år senere.
I foråret 2012 flyttede uddannelsen ind i nybyggede lokaler ved Kunstcampus, og sliberiet skal bygges om til inkubator.